# 福田熊次郎
福田 熊次郎（ふくだ くまじろう、生年不明‐明治31年（1898年））は明治時代の東京の地本問屋である。

## 来歴
具足屋と号す。具足屋熊次郎、熊治郎、熊治良ともいう。具足屋嘉兵衛の子。明治期に日本橋区長谷川町20番地、明治12年ころから長谷川町19番地において地本問屋を営業している。小林清親、井上安治、落合芳幾、豊原国周の版元として知られたほか、3代目歌川広重、5代歌川国政の作品を出版している。明治31年没。享年57。墓所は港区三田の蓮乗寺。福田先祖代々之墓であったが、令和2年納骨塔に合祀された。当主は目黒区の五百羅漢寺住職の福田照雲。
なお、明治28年ころより養子の福田初次郎の名義がみられる。

## 作品
- 3代目歌川広重 『西京神戸之間鉄道開業式諸民拝見之図』 大判3枚続 錦絵 明治10年（1877年）
- 3代目歌川広重 『久松町劇場久松座繁栄図』 大判3枚続 錦絵 明治12年（1879年）
- 小林清親 『東京名所図 本町通夜雪』 横大判 明治13年（1880年） 町田市立国際版画美術館所蔵
- 小林清親 『東京名所図 隅田川小春凪』 横大判 明治13年
- 小林清親 『東京名所図 両国花火之図』 横大判 明治13年 神奈川県立歴史博物館所蔵
- 井上安治 『浅草橋夕景』 横大判 明治13年 ※安治デビュー作
- 落合芳幾 『百物語』 大判揃物  明治23年（1890年） 「反魂香」、「皿屋敷」など
- 落合芳幾『本道外画難病療治』 大判3枚続 明治23年
- 豊原国周 『ビツトル葡萄酒大販売』 大判3枚続 広告絵 明治23年
- 豊原国周 『遠山桜天保日記』
- 5代目歌川国政 『魯国皇太子御着之図』 大判3枚続 明治24年（1891年）
- 豊原国周 『梅幸百種之内』 大判揃物 明治26年（1893年）‐明治27年（1894年）
- 豊原国周 『市川団十郎演芸百番』 大判 錦絵揃物 明治27年‐明治36年（1903年）
- 梅堂小国政 『岩手県 青森県 宮城県 大海嘯画報』 大判3枚続 錦絵 明治29年（1896年）
- 小林清親 『日露戦争南山激戦大日本大勝利万歳』 大判3枚続 錦絵 明治37年（1904年）